# Ганс Мольденгауер
Ганс Мольденгауер (нім. Hans Moldenhauer; 10 квітня 1901 — 29 грудня 1929) — колишній німецький тенісист.
Найвищим досягненням на турнірах Великого шолома було 4 коло в одиночному розряді.

## Титули чемпіона країни в одиночному розряді
| No | Рік  | Турнір              | Суперник        | Рахунок            |
| -- | ---- | ------------------- | --------------- | ------------------ |
| 1. | 1926 | Чемпіонат Німеччини | Вальтер Десарт  | 6–2, 6–2, 6–1      |
| 2. | 1927 | Чемпіонат Німеччини | Віллі Ганнеманн | 6–2, 4–6, 6–4, 6–4 |